# Raffaele Baldassarre
Raffaele Baldassarre (ur. 23 września 1956 w Lecce, zm. 10 listopada 2018 w Cavallino) – włoski polityk, prawnik i samorządowiec, poseł do Parlamentu Europejskiego VII kadencji.

## Życiorys
Ukończył studia prawnicze na Uniwersytecie Katolickim w Mediolanie. Pracował przez ponad dziesięć lat jako doradca prawny w centrali związków zawodowych CISL.
Od początku lat 80. zaangażowany w działalność polityczną w ramach włoskiej Chrześcijańskiej Demokracji. Kierował działem młodzieżówki chadeckiej w gminie Cavallino, od 1988 do 1991 zasiadał w radzie tej gminy. Po rozwiązaniu DC należał do Partii Ludowej i Zjednoczonych Chrześcijańskich Demokratów. W 1999 razem z Raffaele Fitto zakładał ruch Chrześcijańscy Demokraci na rzecz Wolności, z którym przystąpił do Forza Italia. W 2001 i 2005 uzyskiwał mandat radnego regionu Apulia. W 2007 został przewodniczącym regionalnym chrześcijańskiego związku zawodowego Movimento Cristiano Lavoratori.
W wyborach w 2009 uzyskał z listy powstałego m.in. na bazie FI Ludu Wolności mandat posła do Parlamentu Europejskiego VII kadencji. Został członkiem grupy Europejskiej Partii Ludowej oraz Komisji Rozwoju Regionalnego. Po faktycznym rozwiązaniu PdL przystąpił do reaktywowanej w 2013 partii Forza Italia.